# Brioni-Abkommen

Die Unterzeichner des Abkommens:
SLO
CRO
YUG

Die Deklaration von Brioni (kroatisch Brijunska deklaracija, serbisch Брионска декларација Brionska deklaracija, slowenisch Brionska deklaracija), auch Brioni-Abkommen, war ein am 7. Juli 1991 geschlossenes Abkommen, das einen friedlichen Weg aus der durch den Zerfall des jugoslawischen Bundesstaates entstandenen Krise eröffnen sollte. 
Slowenien und Kroatien verpflichteten sich für drei Monate zur Aussetzung ihrer am 25. Juni 1991 einseitig erklärten staatlichen Unabhängigkeit. In der so gewonnenen Zeit sollten die Führungen beider Länder mit den jugoslawischen Staatsorganen über eine friedliche Lösung des Konflikts verhandeln. Vorausgegangen waren Kämpfe zwischen der slowenischen Territorialverteidigung und Einheiten der Jugoslawischen Volksarmee, die später als 10-Tage-Krieg bezeichnet wurden.
Die Vereinbarung ist nach der kroatischen Insel Brioni benannt, wo die Konfliktparteien auf Vermittlung der EG zu Verhandlungen zusammengetroffen waren.
Die Delegation der jugoslawischen Bundesregierung wurde vom Ministerpräsidenten Ante Marković angeführt. Ihn begleiteten Innenminister Petar Gračanin und Außenminister Budimir Lončar; als Vertreter des Verteidigungsministers und der Jugoslawischen Volksarmee war Vizeadmiral Stane Brovet zugegen. Slowenien wurde vom Vorsitzenden des Staatspräsidiums Milan Kučan, dem Ministerpräsidenten Lojze Peterle, Außenminister Dimitrij Rupel, Parlamentspräsident France Bučar und dem letzten Mitglied Sloweniens im jugoslawischen Bundespräsidium Janez Drnovšek vertreten. Kroatien wurde von Präsident Franjo Tuđman repräsentiert. Die Delegation der EG bestand aus drei Außenministern: Hans van den Broek (Niederlande), Jacques Poos (Luxemburg) und João de Deus Pinheiro (Portugal).
Das Abkommen legte die Einstellung der Kämpfe in Slowenien und den Rückzug der Jugoslawischen Volksarmee vom slowenischen Territorium fest. Im Gegenzug setzten Slowenien und Kroatien den Vollzug ihrer Unabhängigkeitserklärungen bis zum 7. Oktober 1991 aus. Bis zu diesem Zeitpunkt sollte eine friedliche Lösung, die von Kroatien und Slowenien angestrebte Sezession betreffend, verhandelt werden.
Für Slowenien war das Brioni-Abkommen ein Erfolg. Es führte zur Einstellung der bewaffneten Auseinandersetzung und zum Abzug der jugoslawischen Truppen. Nach Ablauf der dreimonatigen Frist gab es keine neuen Angriffe und der Weg in die Unabhängigkeit war frei. In Kroatien dagegen verschärfte sich in dieser Zeit der Konflikt mit der serbischen Minderheit; Verhandlungen mit den jugoslawischen Bundesorganen führten nicht zum Ausgleich, man war nicht bereit, die Unabhängigkeit Kroatiens in den alten Grenzen hinzunehmen, und nach Ablauf der Frist griffen Einheiten der jugoslawischen Armee auf Seiten der serbischen Freischärler in den Bürgerkrieg ein.